# جيف هيتون
جيف هيتون (بالإنجليزية: Jeff Heaton)‏ هو لاعب دوري الرغبي بريطاني، ولد في 13 أكتوبر 1943 في سانت هلنز في المملكة المتحدة.